# Sportklub Sturm Graz 2015-2016

## Rosa
| N. |                                 | Ruolo | Calciatore              |
| -- | ------------------------------- | ----- | ----------------------- |
| 1  | Austria (bandiera)              | P     | Christian Gratzei       |
| 5  | Austria (bandiera)              | D     | Christian Schoissengeyr |
| 8  | Bosnia ed Erzegovina (bandiera) | C     | Anel Hadžić             |
| 10 | Austria (bandiera)              | C     | Marko Stanković         |
| 11 | Croazia (bandiera)              | A     | Josip Tadić             |
| 13 | Austria (bandiera)              | C     | Simon Piesinger         |
| 15 | Austria (bandiera)              | D     | Michael Madl            |
| 16 | Austria (bandiera)              | D     | Andreas Pfingstner      |
| 17 | Austria (bandiera)              | D     | Martin Ehrenreich       |
| 18 | Austria (bandiera)              | C     | David Schloffer         |
| 19 | Austria (bandiera)              | D     | Marvin Potzmann         |
| 20 | Austria (bandiera)              | C     | Daniel Offenbacher      |
| 21 | Austria (bandiera)              | C     | Benjamin Rosenberger    |
| 22 | Austria (bandiera)              | D     | Andreas Gruber          |
| 23 | Austria (bandiera)              | D     | Lukas Spendlhofer       |

| N. |                         | Ruolo | Calciatore            |
| -- | ----------------------- | ----- | --------------------- |
| 24 | Austria (bandiera)      | C     | Marc Andre Schmerböck |
| 26 | Austria (bandiera)      | C     | David Schnaderbeck    |
| 27 | Austria (bandiera)      | C     | Christian Klem        |
| 29 | Austria (bandiera)      | C     | Sascha Horvath        |
| 30 | Austria (bandiera)      | C     | Sandi Lovric          |
| 31 | Germania (bandiera)     | P     | Michael Esser         |
| 32 | Austria (bandiera)      | P     | Tobias Schützenauer   |
| 33 | Russia (bandiera)       | D     | Naim Sharifi          |
| 34 | Nigeria (bandiera)      | A     | Bright Edomwonyi      |
| 36 | RD del Congo (bandiera) | C     | Wilson Kamavuaka      |
| 37 | Austria (bandiera)      | C     | Kristijan Dobras      |
| 42 | Austria (bandiera)      | A     | Roman Kienast         |
| 77 | Albania (bandiera)      | A     | Donis Avdijaj         |
|    | Grecia (bandiera)       | D     | Anastasios Avlōnitīs  |